# Police nad Metují
Police nad Metují (německy Politz an der Mettau) je město v okrese Náchod v Královéhradeckém kraji. Protéká jím potok Ledhujka, přítok řeky Metuje. Město obklopují vrchy Kluček, Strážnice a Havlatka a dominuje jim Ostaš. Žije zde přibližně 4 100 obyvatel. Historické jádro města je městskou památkovou zónou.

## Historie

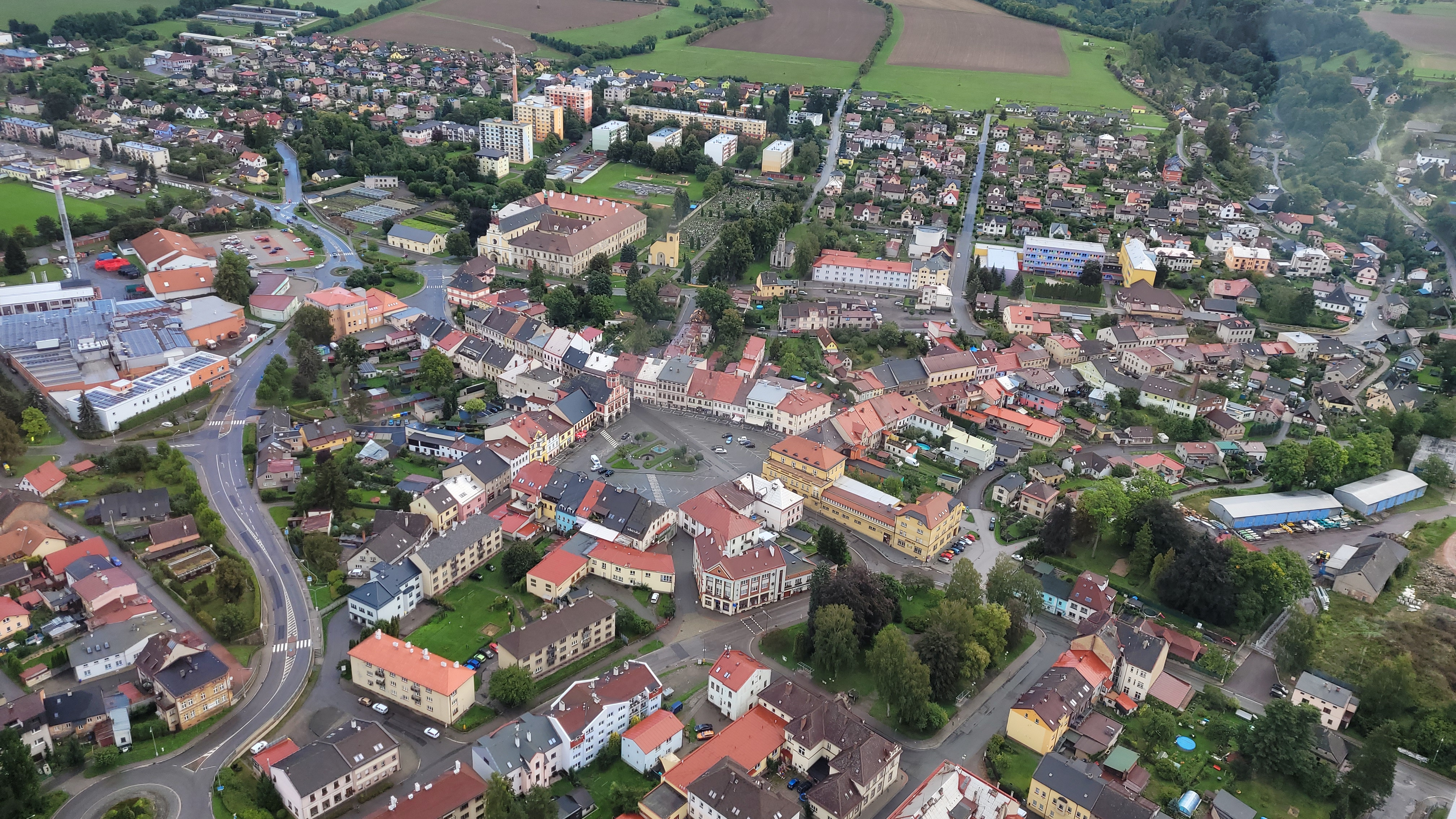
Letecký snímek od jihu

Na počátku 13. století se do zdejší těžko přístupné lesnaté krajiny přistěhovalo několik poustevníků pod vedením jednoho z břevnovských mnichů. Podle některých se tak stalo roku 1201; mnich se prý jmenoval Jurik, podle jiných to byl Vitališ.
První písemná zmínka o obci je z roku 1213 v listině, kterou král Přemysl Otakar I. daroval území polického újezdu břevnovskému klášteru (považované za padělek stejně jako další listiny označované jako falza břevnovská, nicméně data v nich obsažená o původu Police pravděpodobně odpovídají skutečnosti a pocházejí z nedochovaných listin). V listině krále Václava I. z roku 1229, kterou darování krajiny břevnovskému klášteru potvrdil, je Policko charakterizováno jako „krajina děsná v širé pustině“. Řeholníci klučili les a zakládali pole, což zřejmě dalo pozdějšímu městu i jeho jméno.
Z Police se stalo městečko 6. září 1253, kdy král Přemysl Otakar II. vydal listinu, jíž sem z Provodova převedl právo pořádat trhy. Police nad Metují je tedy nejstarší z měst i vesnic v polickém panství. Byla to Police, kde původně sídlili benediktini a odkud kolonizovali zdejší kraj. Všechna další města náchodského okresu (Náchod, Broumov, Hronov atd.) byla založena až později.[zdroj⁠?!]
Roku 1253 byla také zahájena stavba impozantního raně gotického kostela, dokončená roku 1294. Z původního kostela se dochoval především cenný portál. V 1. polovině 13. století započala stavba kláštera, kolem něhož vzniklo městečko Police a několik dalších vsí. Stavba kláštera byla dokončena roku 1306.
V roce 1295 dostává na žádost opata Bavora hrdelní právo od Václava II. Do této doby bylo pro vykonávání trestu nutno cestovat do Hradce Králové.
Během husitských válek 27. května 1421 město vydrancovali a vypálili katoličtí Slezané; muži byli povražděni, ženy znásilněny. 40 chlapcům usekli pravou nohu, levou ruku a uřízli nos. Kdosi jim pak vyzradil úkryt některých místních obyvatel na nedalekém Ostaši, a tak vyrazili vraždit ještě tam. Klášter byl obnoven až po husitských válkách. Při bojích o český trůn ve druhé polovině 15. století byl klášter roku 1469 obsazen vojsky hejtmana France z Háje, který bojoval na straně Matyáše Korvína, a následně znovu s městem vypálen.
Roku 1535 při mohutném požáru městečko téměř zcela vyhořelo. Roku 1617 vyhořelo celkem 70 domů včetně radnice, pivovaru, špitálu, mlýna u kláštera a 15 stodol městských. Mezitím řádil v Polici mor; roku 1585 denně umíralo až 28 lidí a celkem zemřelo 2 300 obyvatel města i okolních vesnic. Následovaly další velké požáry v letech 1673, 1697 a zejména roku 1700. Katastrofický sled se uzavřel v r. 1842, kdy vyhořelo 42 domů i s radnicí.
Roku 1775 bylo v okolí jedno ze středisek selského povstání, kdy Karel Dostál z Machovské Lhoty se jako vůdce a řečník snažil přesvědčit ostatní sedláky, aby vyžadovali zrušení poddanství. Klášter i kostel byly v 18. století barokně přestavěny. Klášter byl zrušen roku 1786 při reformách císaře Josefa II.
V první polovině 19. století rostl význam Police nad Metují jako obchodního (např. velký rozmach plátenictví) i kulturního střediska (konaly se první volby do říšského sněmu, zrušilo se poddanství, reorganizace státní správy vytvořila polický okresní soud v místní radnici, očíslovaly se poprvé domy). Tento slibný vývoj se poněkud zpomalil po výstavbě železniční trati Choceň - Meziměstí, která se městu vyhýbá.
V roce 1837 ve městě vypukla epidemie cholery, na kterou zemřelo 182 osob. O dva roky později se požár pálenky rozšířil na západní stranu náměstí a spálil s ní i radnici a celou Kostelní a část Hořejší ulice (celkem shořelo 42 domů). V roce 1844 je zřízen první poštovní úřad.
Během prusko-rakouské války vstoupili pruští vojáci do města, kdy vzniklo velké polní ležení pod stolovou horou Ostaš, kde bylo až 80 tis. vojáků. Během pobytu vojáci rabovali ve městě, hlavně výčepy a trafiky. Spolu s vojáky do města opět přišla epidemie cholery, na kterou zemřelo 14 osob. 
V roce 1850 byla založena pobočka Sokola.
Roku 1871 postihl část obce Záměstí požár, kdy shořelo 11 chalup. O rok později město, stejně jako zbytek Čech, zastihly silné deště doprovázené povodněmi. Téhož roku během taneční zábavy vznikl časně ráno požár, který se rozšířil do Ledhuje, kde vyhořelo 10 domů a dalších 40 domů v Hořejší ulici a ulici Na Babí. Za dva roky pokračoval požár stodoly v Záměstí, kdy vyhořelo 13 chalup a 4 stodoly.
V roce 1886 kupuje Josef Katschner (obchodník se smíšeným zbožím a železem) pozemek a staví firmu pro svého syna Emila s vodním kolem, kde s dalšími osmi dělníky vyrábí kovové zástrče, panty a následně i první šroubovací brusle v Rakousku-Uhersku (a následně i Československu). Vilém Pelly rozšiřuje výrobu kořalek a likérů z důvodu rostoucí poptávky. Téhož roku také postihuje město povodeň rozvodněním potoka Ledhujky, kdy se její koryto vylilo o dva metry nad cestu a převrhla tři kádě s pivem v místním pivovaru. 
V letech 1892 až 1895 oživilo dění ve městě zjevení Panny Marie, jehož dějištěm byl blízký Suchý Důl. 
Díky zisku z prodeje kořalek nejen návštěvníků Suchého dolu začal Vilém Pelly stavět novou přádelnu bavlny a následně další budovy ve městě. Bratři Pejskarové postavili továrnu na masné výrobky roku 1906, zároveň další obchodníci postavili budovy pro obchod a výrobu textilu ve městě.
V roce 1913 byl v městě instalován rozvod elektřiny. Sčítání téhož roku vykázalo v obci 3 234 obyvatel.
Během první světové války byly rekvírovány dva zvony. Po jejím konci byla na místním kopci Havlatka zasazena lípa svobody, kterou omylem pokácel polský dělník v den okupace sovětskými vojsky v roce 1968.
Roku 1919 vznikl v obci první skautský oddíl a mateřská škola. O rok později vznikla továrna Jaroslava Vancla na kovové hračky (známá stavebnice Merkur). Založena byla též církev československá husitská.
V roce 1926 byl zřízen gravitační vodovod. Do té doby byli obyvatelé odkázáni na vodu z místního pramene Julinka a místních studní. 
Na konci války byly ve městě zřízeny lazarety pro vězně a zajatce. 9. května 1945 osvobodila Polici sovětská armáda. Z koncentračních táborů se domů nevrátilo 30 občanů.
Po převratu v roce 1948 byly zabaveny místní továrny Katscher a Hubka a spojeny v podnik Kovopol; z továrny firmy Pelly se stal národní podnik Meta. Meta měla spravovat místní soukromé textilní firmy, které však do roku 1950 všechny postupně zlikvidovala. Téhož roku byly proti vůli jejich obyvatel připojeny k Polici obce Bukovice a Radešov. Téhož roku se otevřela škola v ulici na Babí, která se začala stavět v roce 1939, její výstavba však byla přerušena v době německé okupace. Mateřská škola pak vznikla konfiskací vily továrníka Katschnera. O rok později byla z místního hostince Pošta zřízena natěračská dílna místního podniku komunálních služeb a zrušena výroba likérů v bývalé firmě Pelly.
V roce 1952 byl ukončen provoz místního pivovaru. Kolektivizace místních zemědělských hospodářství proběhla během roku 1957. O dva roky později byl poprvé od druhé světové války obyvatelům umožněn volný prodej uhlí (do té doby na příděl).V roce 1963 zahájila činnost pekárna v bývalých jatkách, byla postavena retranslační televizní stanice na místním kopci Havlatka a otevřen první samoobslužný obchod.
V září 1969 tzv. polický meteorit proletěl střechou stavení č. 147 v témže Suchém Dole. Nikomu neublížil, byl nalezen ve dvou kusech a zkoumán na univerzitě v Heidelbergu. Jeho pád dosvědčilo nejméně 14 obyvatel. Tato událost přilákala návštěvníky.
V roce 1970 proběhlo sčítání obyvatelstva, v němž se projevil snížený pokles nabídky v porovnání s předválečným stavem: v Polici bylo napočteno 3 534 obyvatel. Ve městě bylo 6 obchodů s potravinami (před válkou 25), 3 řeznictví (14), jedna cukrárna (5), 6 obchodů s oděvy, obuví a galanterií (25). Ke sjednocení zemědělských družstev do jednoho velkého s názvem Hvězda došlo roku 1973, kdy JZD dostalo do svého užívání i školní pozemky. Tento rok byla také zahájena výstavba čerpací stanice v Ostašské ulici .
První nájemníci panelového domu v obci se nastěhovali roku 1975 a krátce nato začala výstavba dalších panelových domů. O rok později proběhl první ročník turistické akce Polický vandr. V rekonstruované Pellyho vile byla v roce 1985 otevřena nová městská poliklinika.
Dne 9. září 2007 byla otevřena městská knihovna s informační kanceláří.
Dne 8. července 2012 vysvětil kardinál Dominik Duka za účasti představitelů kraje a veřejnosti po požáru obnovenou Zelenou kapli Panny Marie Růžencové v blízkém Suchém Dole na místě údajných mariánských zjevení 125 let předtím.
V roce 2019 si město nechalo vypracovat podrobnou analýzu na budoucí rozvoj obce, jak po stránce urbanisticko-architektonické, tak po stránce péče o mobiliář a zelené plochy města. Z analýzy však ani po třech letech nedošlo k realizaci uvedených nápadů. 
V následujícím roce zasáhl areál výrobní firmy rozsáhlý požár, po kterém došlo v rámci oprav ke zrušení historického čela závodu vystaveného roku 1895 

## Obyvatelstvo
| Rok            | 1869  | 1880  | 1890  | 1900  | 1910  | 1921  | 1930  | 1950  | 1961  | 1970  | 1980  | 1991  | 2001  | 2011  | 2021  |
| -------------- | ----- | ----- | ----- | ----- | ----- | ----- | ----- | ----- | ----- | ----- | ----- | ----- | ----- | ----- | ----- |
| Počet obyvatel | 2 387 | 2 436 | 2 602 | 2 789 | 3 234 | 2 752 | 2 460 | 2 297 | 2 186 | 1 999 | 1 537 | 1 378 | 1 403 | 1 403 | 1 172 |
| Počet domů     | 275   | 282   | 283   | 290   | 337   | 347   | 356   | 376   | 597   | 322   | 297   | 302   | 301   | 292   | 292   |

## Části obce
- Police nad Metují
- Hlavňov
- Hony
- Pěkov
- Radešov
- Velká Ledhuje

## Společnost
- Muzeum města Police nad Metují
- Muzeum papírových modelů
- Muzeum stavebnice Merkur
- Kollárovo divadlo
- městská knihovna
- koupaliště, lyžařský vlek
- Police Symphony Orchestra, založený r. 2010 sourozenci Petrou a Jakubem Soukupovými; od roku 2022 působí při orchestru i smíšený sbor.[14][15]

Ve městě hraje fotbalový klub TJ Spartak Police nad Metují působící v Divizi c

## Pamětihodnosti
- Radnice, pův. z roku 1595, dnešní barokní z roku 1718, postavená za účasti K. I. Dienzenhoffera. V roce 1842 budova částečně vyhořela, roku 1876 dostala věž nynější stylově nepříliš čistý osmiboký tvar s cimbuřím.[5]
- Benediktinský klášter z roku 1213. Stavba kláštera započala v 1. polovině 13. století, dokončena byla roku 1306. Klášter byl barokně přestavěn a zrušen roku 1786. V budově je umístěno Muzeum města Police nad Metují ve správě Muzea Náchodska.[16]
- Kostel Nanebevzetí Panny Marie z roku 1253, dokončený v roce 1294 (raně gotický portál). Původně raně gotický kostel byl v baroku přestavěn, v 19. století pseudogotické úpravy. Dochovala se pískovcová osmiboká křtitelnice se znaky z vladislavské doby. V lodi kostela je viditelné zapuštění sloupku pod současnou podlahu.
- Renesanční Selendrův sloup. Věnoval jej opat broumovského kláštera Wolfgang Selender z Prošovic jako výraz díků za ochranu, kterou mu Poličtí na začátku roku 1619 poskytli poté, co se proti němu broumovští protestanti vzbouřili. Došlo k tomu na počátku třicetileté války.
- Sloup Panny Marie Bolestné z roku 1707.
- Čtyři barokní sloupy sv. Marka (tzv. toskánské sloupy) z roku 1716.
- Socha Panny Marie z roku 1776, socha P. Marie – Madona, socha P. Marie s Ježíškem, socha sv. Jana Nepomuckého, socha sv. Prokopa z roku 1746, socha sv. Václava na Strážnici, socha sv. Václava v Bělské ulice, socha sv. Floriána
- Empírová kašna z roku 1818
- Stará sroubená jednopatrová škola z roku 1785 s s mansardovou střechou krytou šindelem
- Dne 16. září 1969 dopadl do blízkosti města (Suchý Důl, čp. 147, tzv. Polický) meteorit. Pád sledovalo přinejmenším 14 očitých svědků a je v historii astronomických pozorování unikátní událostí.[17]
- Kaple Panny Marie Sněžné na Hvězdě v Hlavňově (barokní, projekt K.I. Dienzenhofer).
- Kluček (614 m n. m.).
- Roubená polygonální stodola krytá šindelem.
- Meteorologický sloup v sadech Jana Bezděka z roku 1934.[18]

## Rodáci
- Jiří Beran, lyžař
- Michal Bareš, fotograf a komik
- Josef Brandejs, kronikář
- Stanislav Brandejs, diplomat, publicista, překladatel, regionální historik – "Kniha o Polici nad Metují a Policku" (1941)
- Václav Vlastimil Hausmann, hudební skladatel a publicista
- Martin Hrnčíř, novinář a dokumentarista
- Václav Hybš, dirigent
- Emil Katschner, továrník a zakladatel strojírenské výroby v Polici nad Metují
- Arnošt Košťál, odbojář
- Antonín Krtička, historik, spisovatel
- Jan Lege, autor první rukopisné polické kroniky
- Vilém Pelly, továrník a zakladatel textilní v výroby v Polici nad Metují
- Miroslav Šmíd, horolezec
- Hanuš Wihan, hudebník (Wihanovo kvarteto)
- Jan Koliha, geolog a paleontolog, muzeolog
- Karel Podhajský, fotbalový brankář

## Partnerská města
- Svídnice, Polsko
- Saltara, Itálie
- Travnik, Bosna a Hercegovina

## Galerie

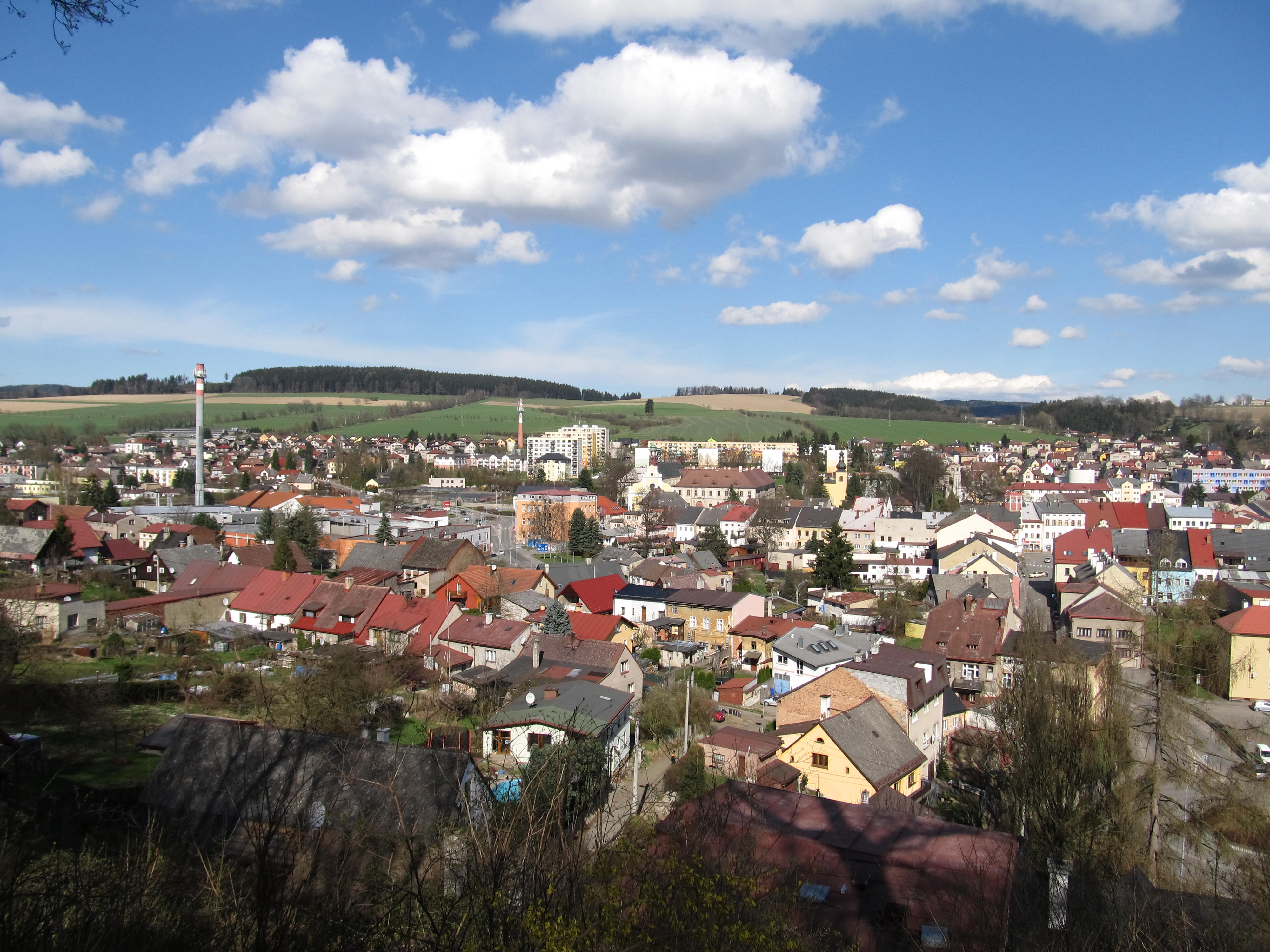
Pohled na město z vyhlídky ve Žďárské ulici
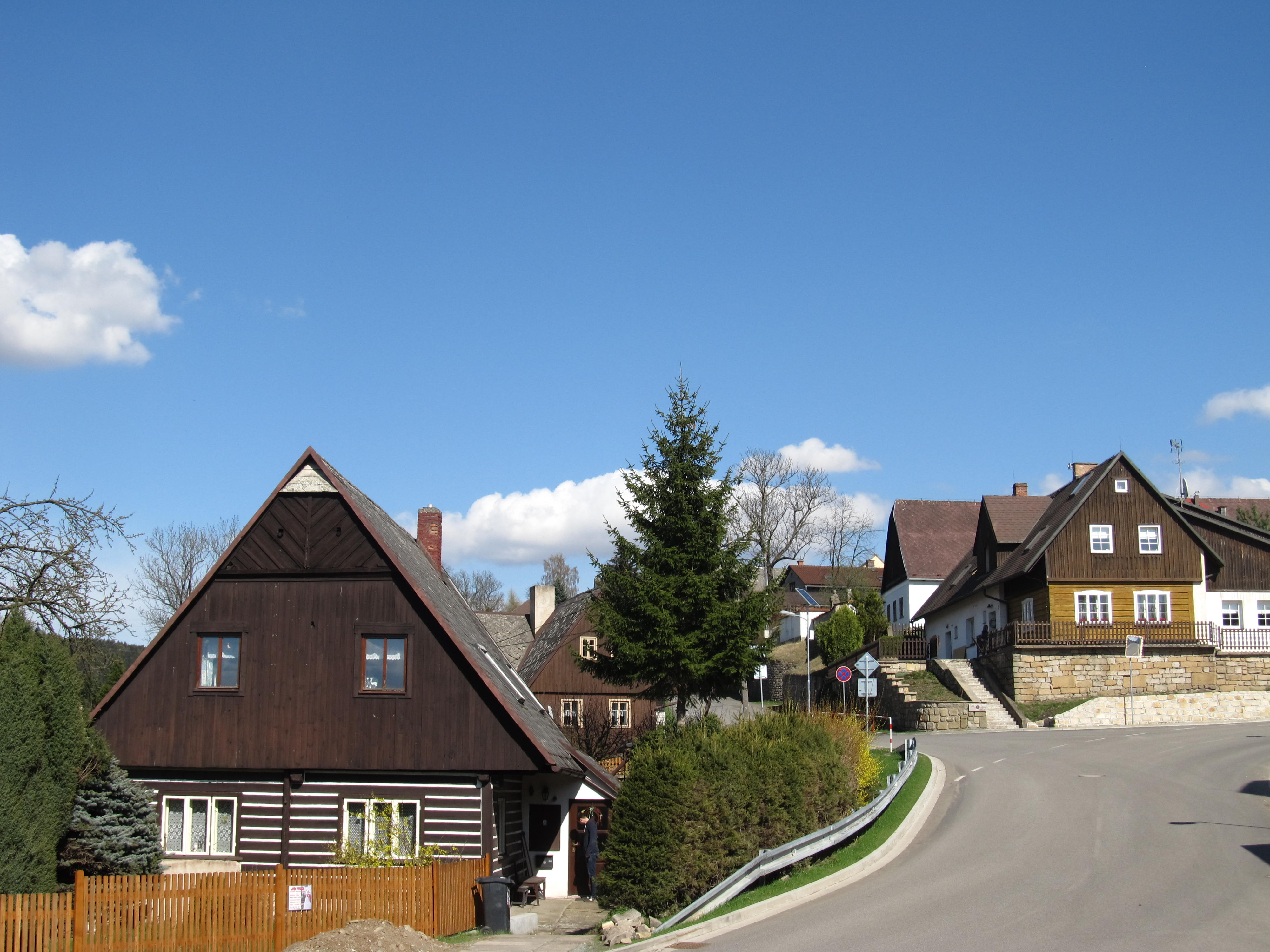
Ledhujská ulice
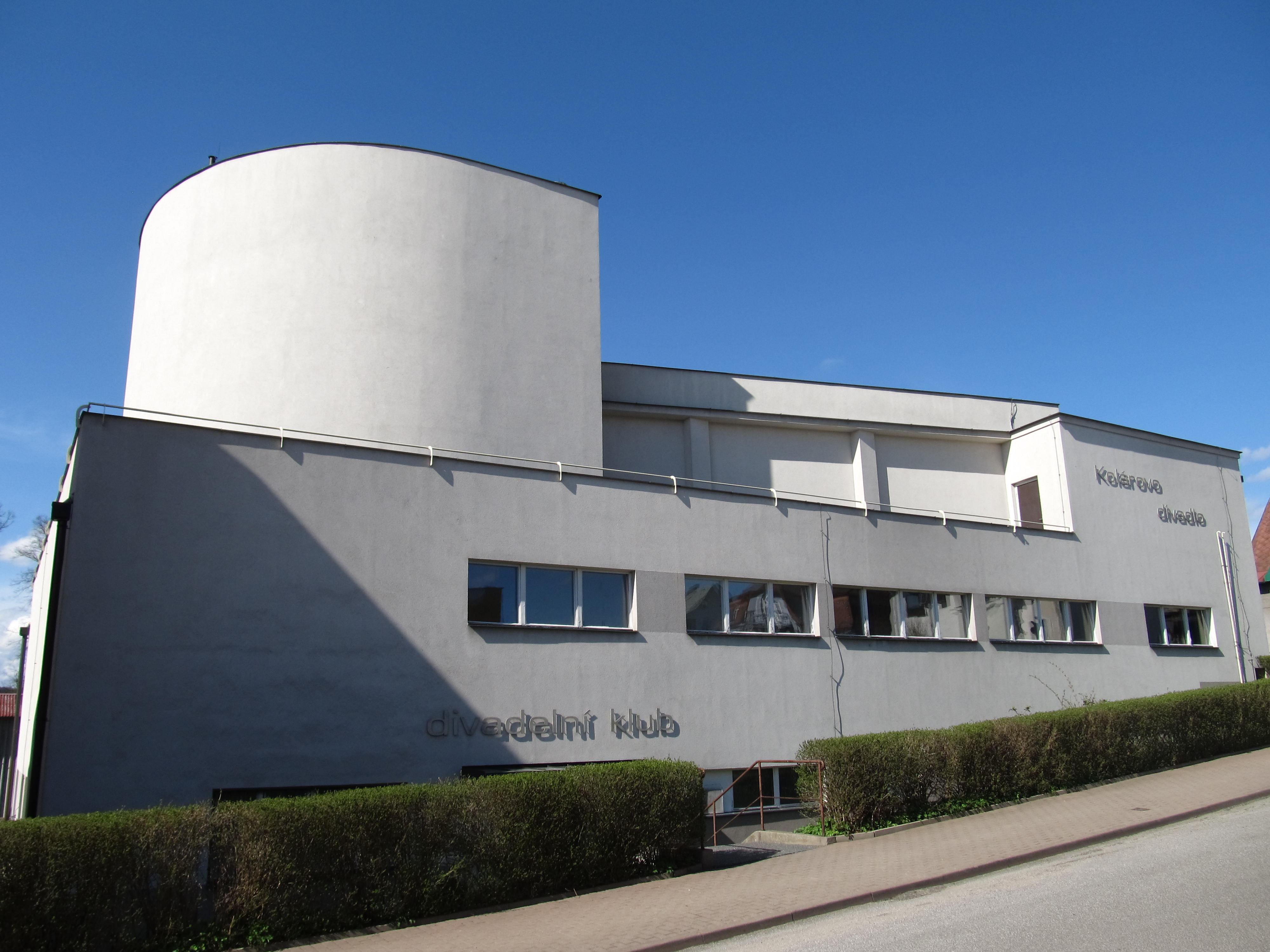
Kolárovo divadlo v ulici Na Bělidle
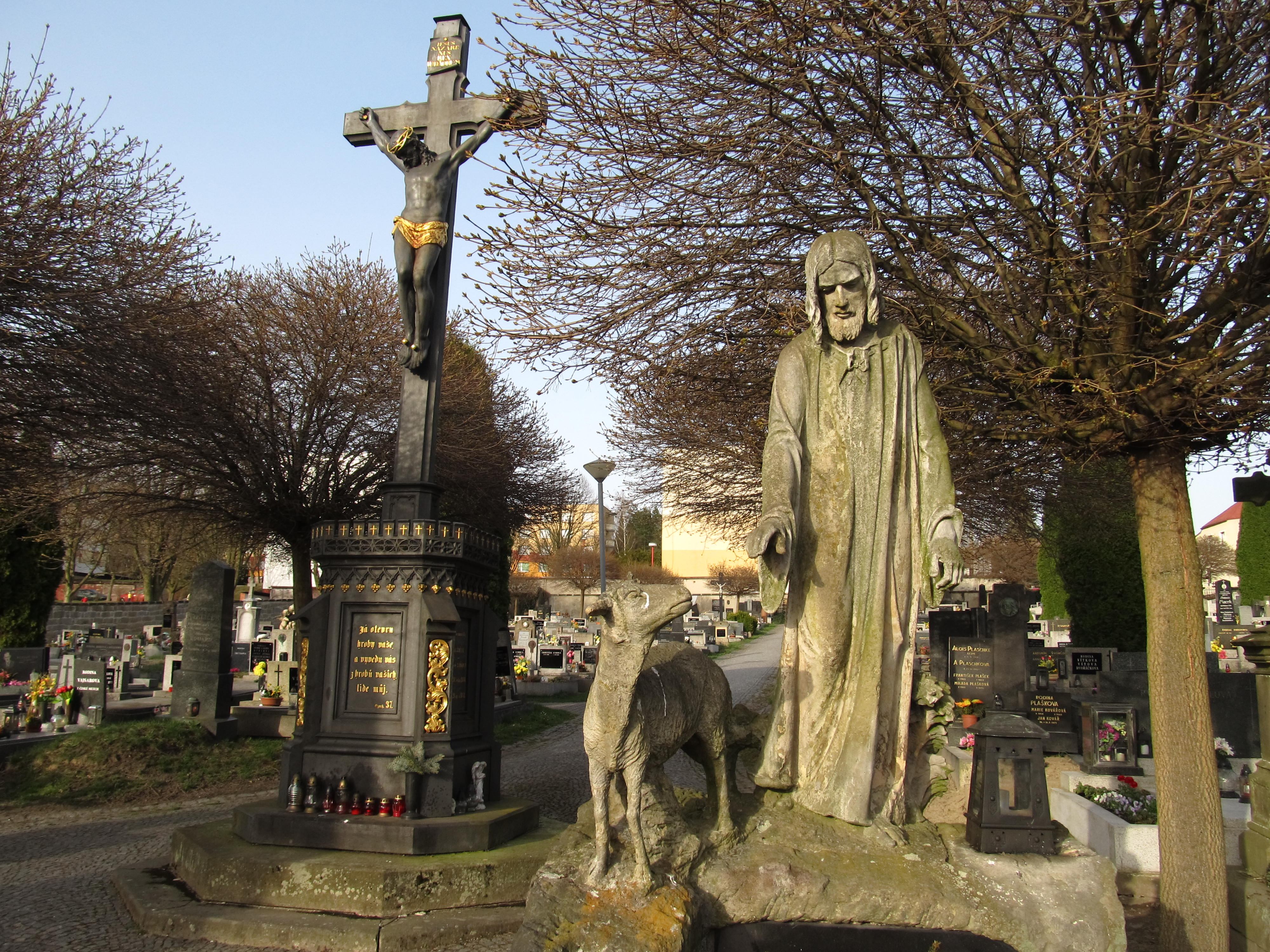
Hřbitov
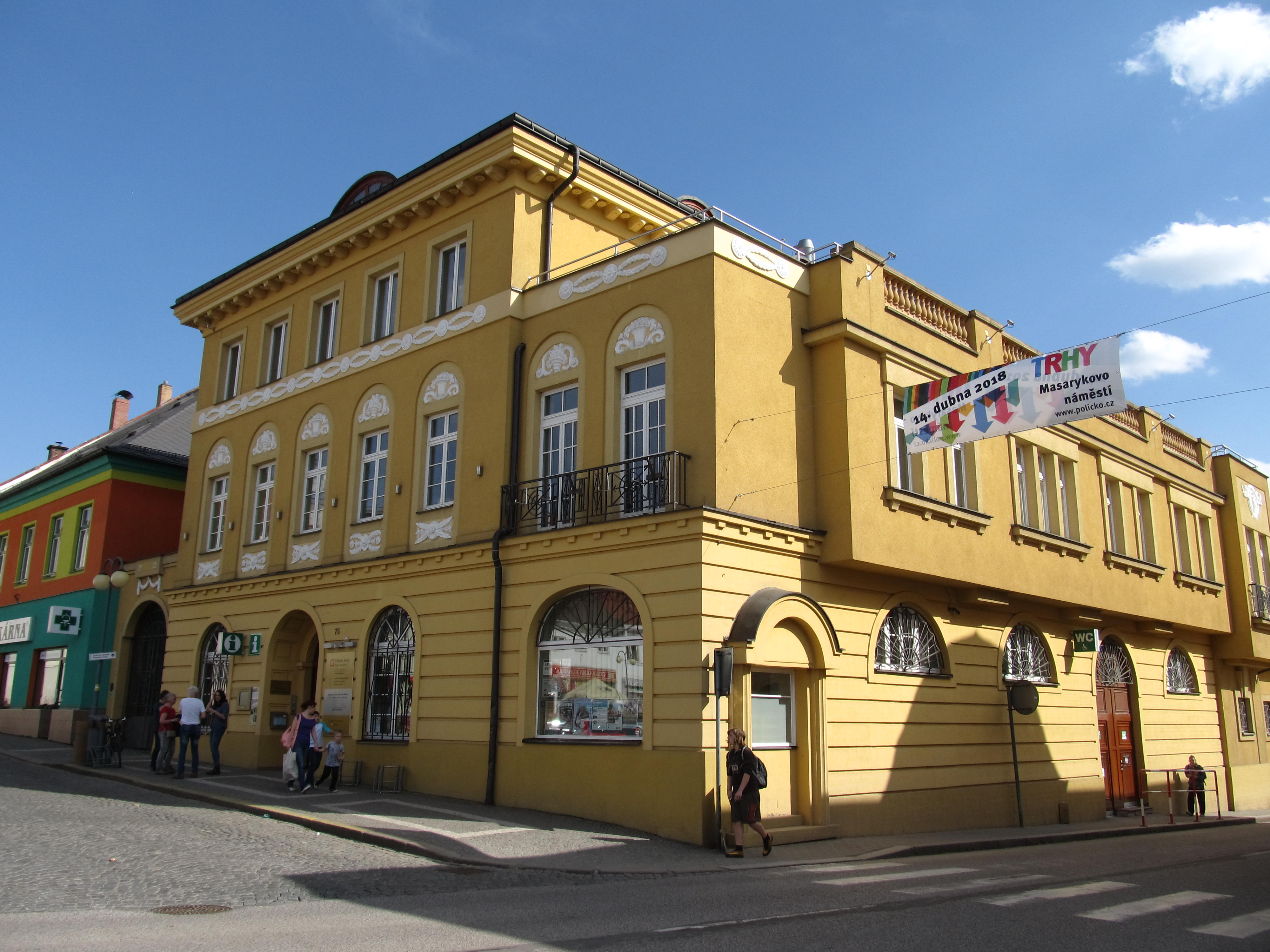
Pellyho domy na Masarykově náměstí
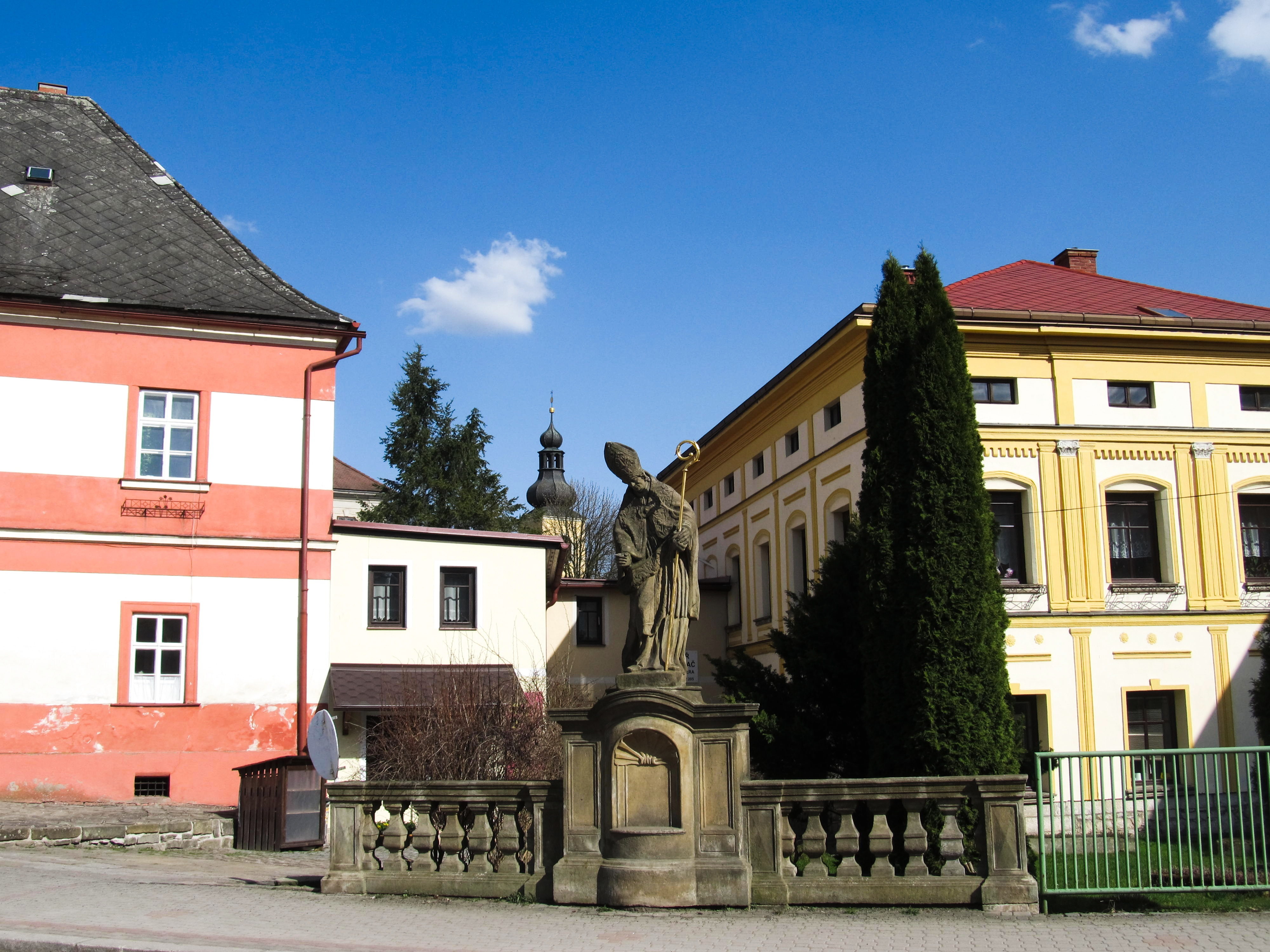
Podklášterní mlýn a socha sv. Prokopa
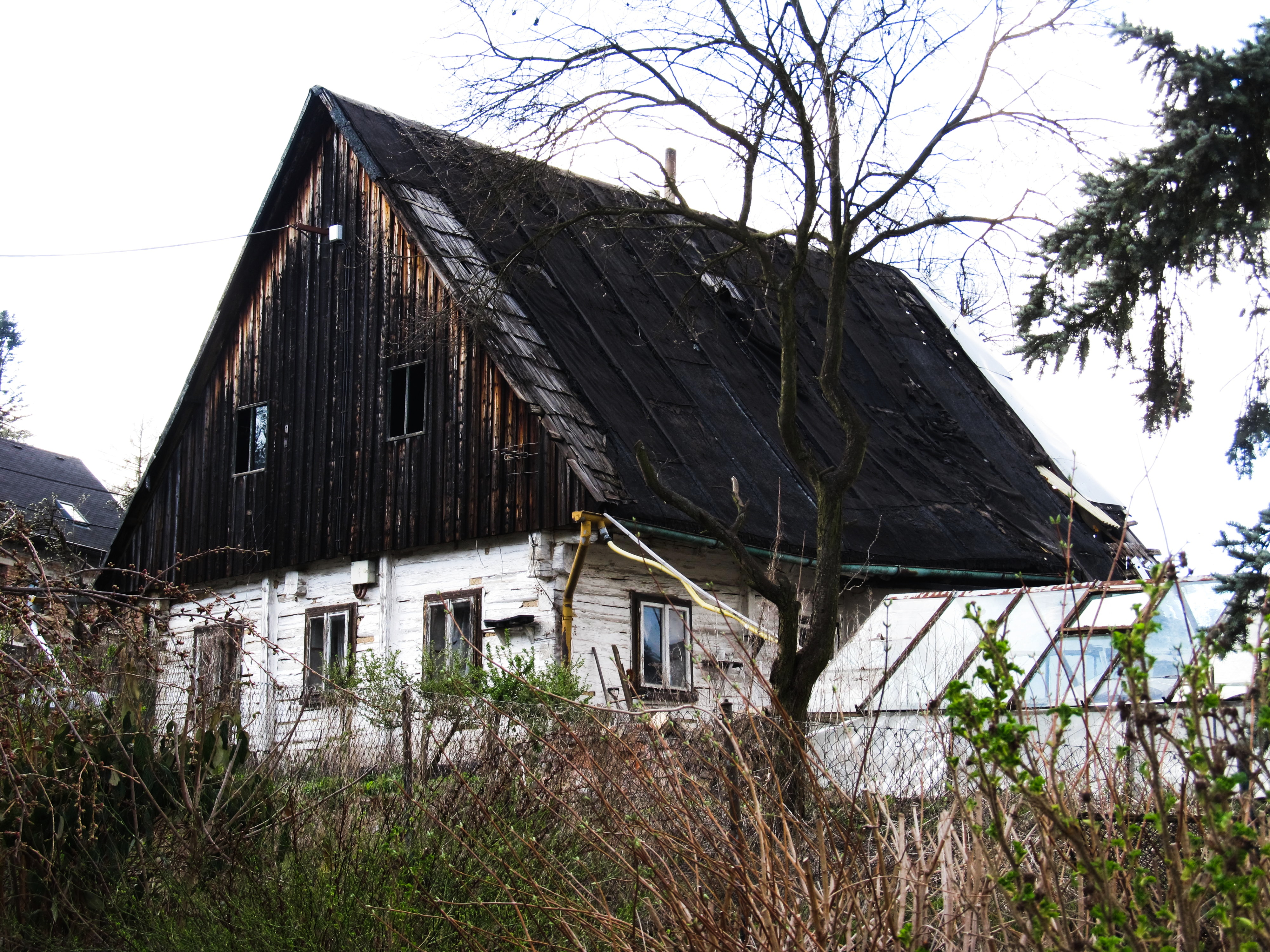
Roubenka v ulici V Rokli
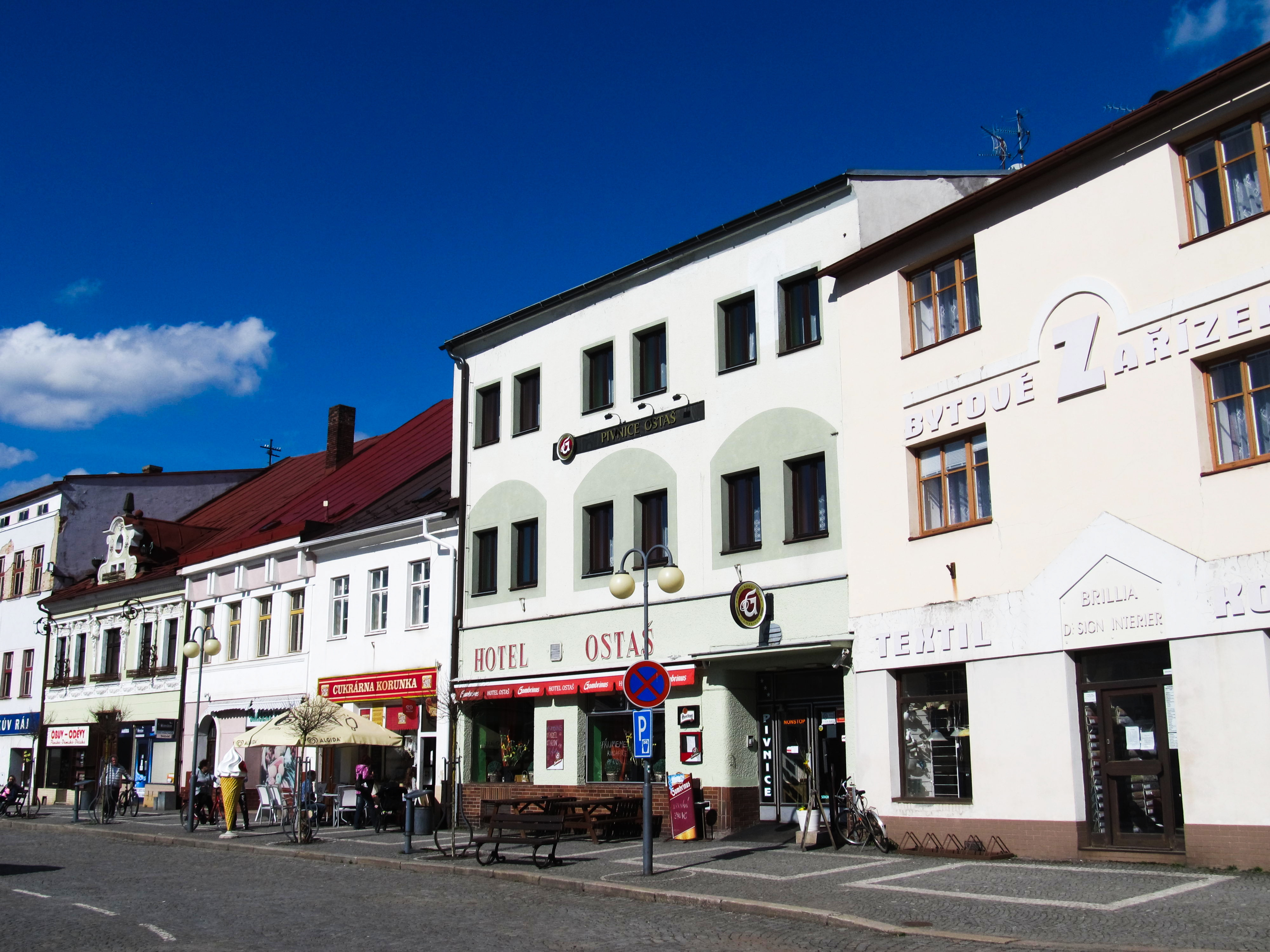
Východní strana Masarykova náměstí
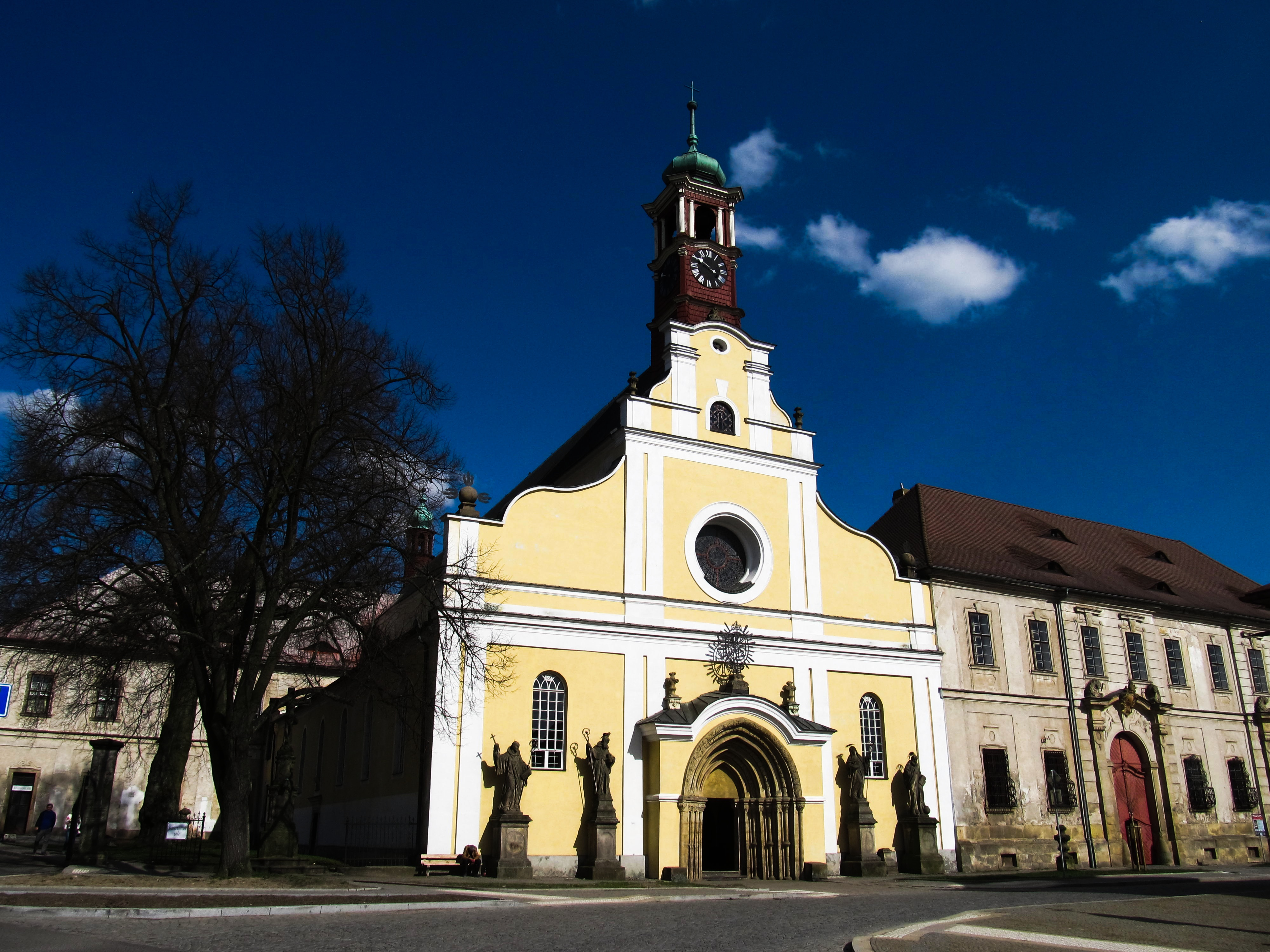
Kostel Nanebevzetí Panny Marie a bývalý klášter
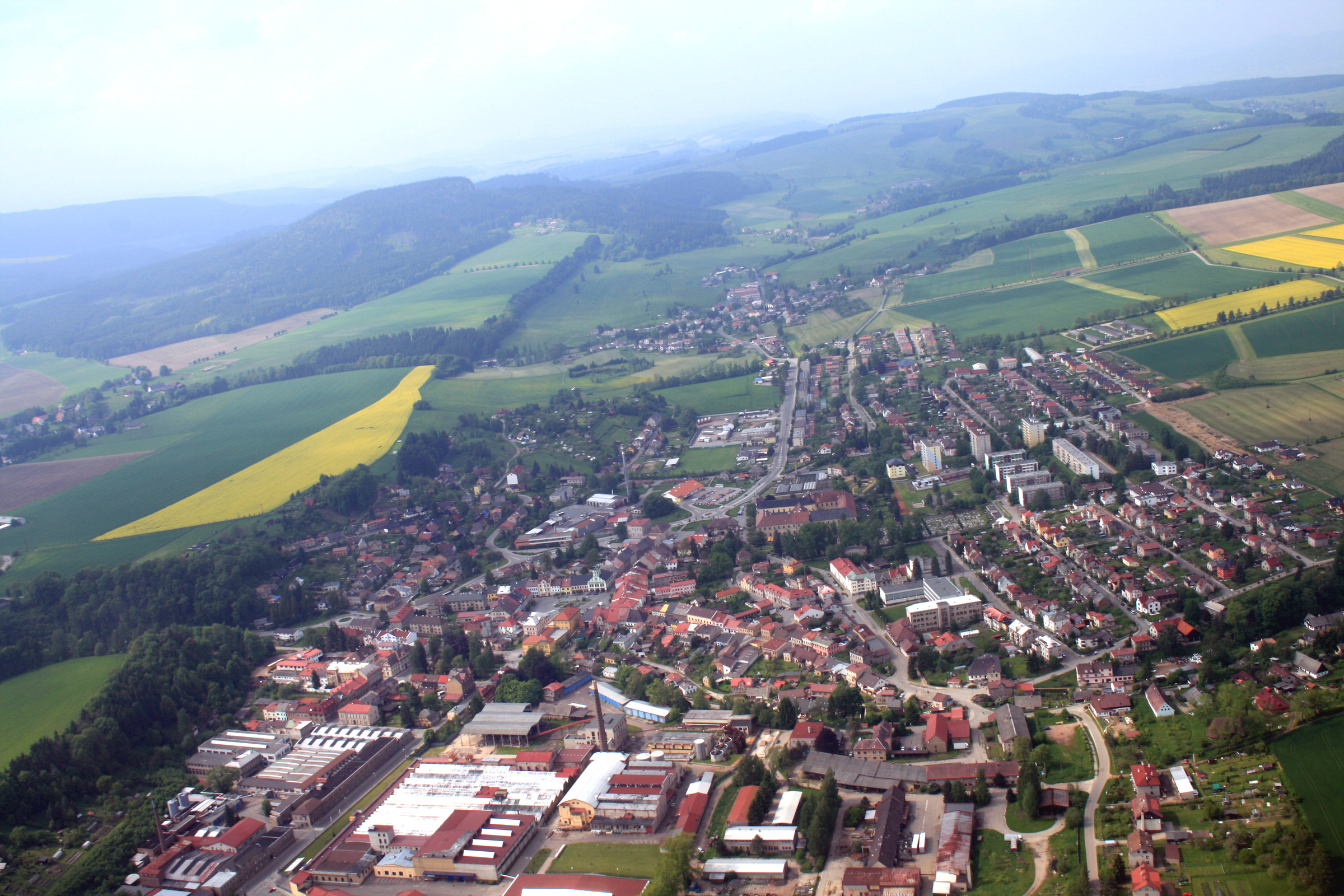
Letecký snímek Police nad Metují
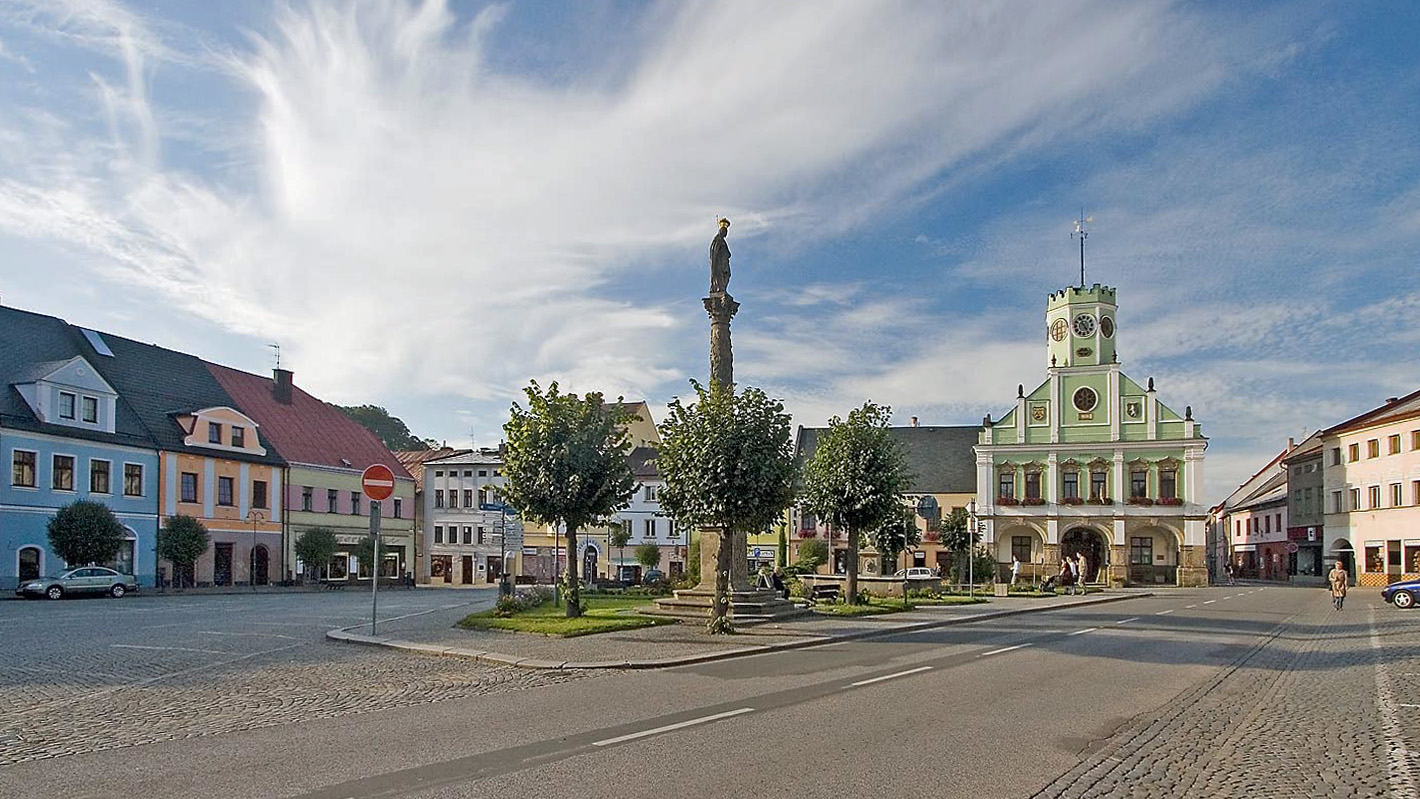
Radnice před nátěrem na původní barvu (stav rok 2007)
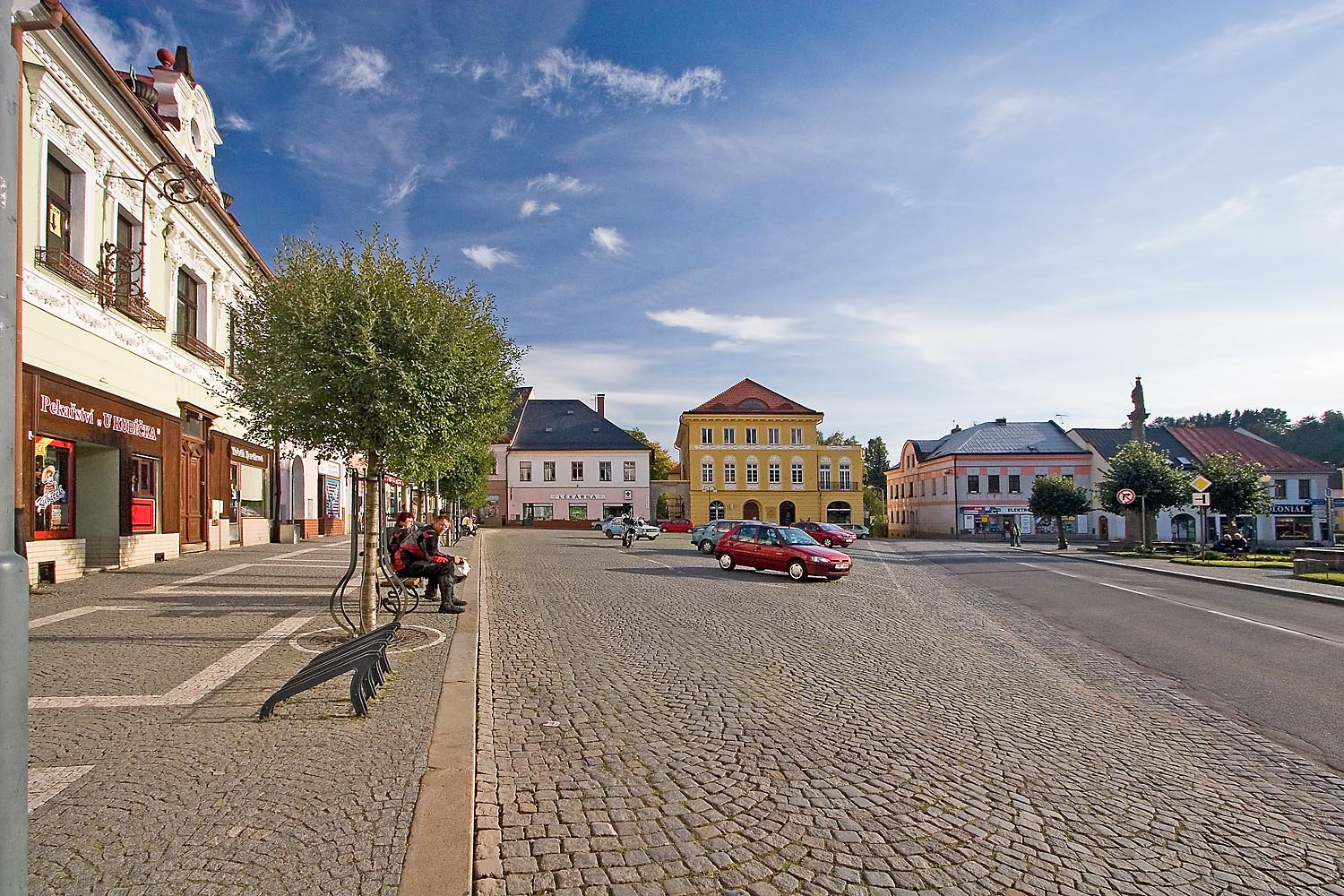
Náměstí – směr od radnice
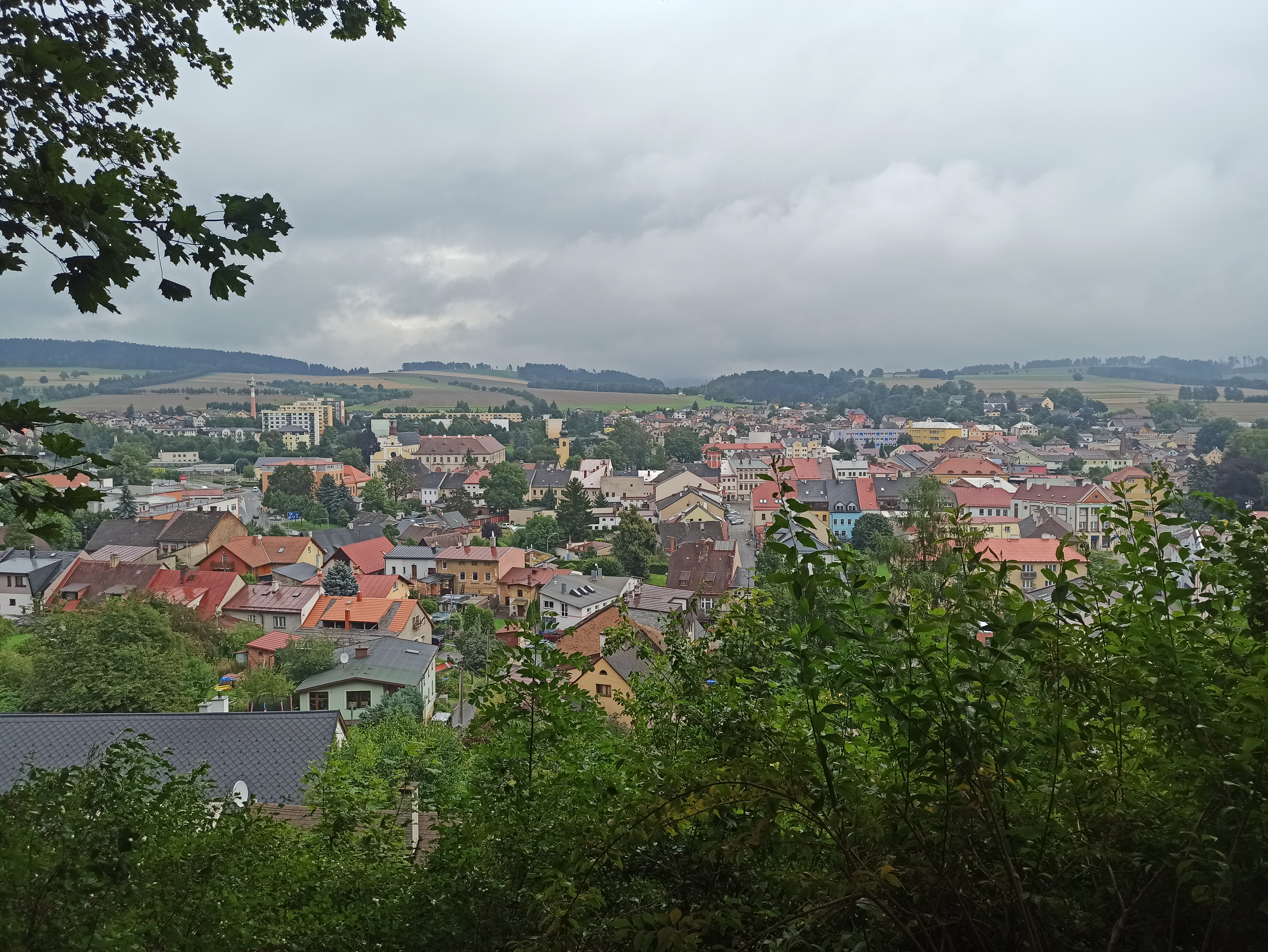
Výhled ze Žďárské ulice

### Související stránky
- Seznam čestných občanů města Police nad Metují